# Monts Methow
Les monts Methow, en anglais Methow Mountains, sont un massif de montagnes des États-Unis, dans l'État de Washington. Il fait partie des North Cascades, un massif de la chaîne des Cascades. Avec 2 730 mètres d'altitude, la North Gardner Mountain est le point culminant de ce massif.